# Berlín (serie de televisión)
Berlín (titulado también como La casa de papel: Berlín) es una serie de televisión por internet española creada por Álex Pina y Esther Martínez Lobato para Netflix. Es una serie derivada de La casa de papel, centrada en el personaje de Andrés de Fonollosa (Pedro Alonso), alias "Berlín", antes de los acontecimientos de las dos primeras temporadas de la serie original. Además de Alonso, la serie también está protagonizada por Michelle Jenner, Tristán Ulloa, Begoña Vargas, Julio Peña Fernández y Joel Sánchez. La serie fue anunciada el 30 de noviembre de 2021, mientras que en mayo de 2022 se anunció que la escritura del guion ya estaba en marcha y se comenzó a grabar en octubre del mismo año. En septiembre de 2023 se anunció que la serie se estrenaría en Netflix el 29 de diciembre de 2023.
El 19 de febrero de 2024 se confirmó que la serie fue renovada para una segunda temporada, cuyo rodaje empezará en 2025.

## Reparto

### Principales
- Pedro Alonso como Andrés de Fonollosa / Berlín[4]
- Samantha Siqueiros como Camila "Camille" Durán[4]
- Tristán Ulloa como Damián[4]
- Michelle Jenner como Keila[4]
- Begoña Vargas como Cameron[4]
- Julio Peña Fernández como Roi[4]
- Joel Sánchez como Bruce[4]

### Secundarios
- Rachel Lascar como Marie Lavelle
- Itziar Ituño como Raquel Murillo[5]
- Najwa Nimri como Alicia Sierra Montes[5]
- Belén López como Iris
- Miko Jarry como Olivier
- Martín Aslan como Alain[4]
- Miguel Tarifa como Fred, Ayudante de Lavelle[6]
- Masi Rodríguez como Susi[7]

## Episodios
| N.º | Título                                | Dirigido por                  | Escrito por                                                                          | Fecha de lanzamiento original |
| --- | ------------------------------------- | ----------------------------- | ------------------------------------------------------------------------------------ | ----------------------------- |
| 1   | «La energía del amor»                 | Albert Pintó y David Barrocal | Álex Pina, Esther Martínez Lobato, David Barrocal y David Oliva                      | 29 de diciembre de 2023       |
| 2   | «El ancla y el lobo»                  | Albert Pintó                  | Álex Pina, Esther Martínez Lobato, David Barrocal y David Oliva                      | 29 de diciembre de 2023       |
| 3   | «Póker de embriones»                  | David Barrocal y Albert Pintó | Álex Pina, Esther Martínez Lobato, David Barrocal y David Oliva                      | 29 de diciembre de 2023       |
| 4   | «Un aquarium en la espalda»           | Geoffrey Cowper               | Álex Pina, Esther Martínez Lobato, David Barrocal y David Oliva                      | 29 de diciembre de 2023       |
| 5   | «After Love»                          | Albert Pintó                  | Álex Pina, Esther Martínez Lobato, David Barrocal, David Oliva y Lorena G. Maldonado | 29 de diciembre de 2023       |
| 6   | «La noche de los limones»             | David Barrocal                | Álex Pina, Esther Martínez Lobato, David Oliva, Lorena G. Maldonado y Luis Garrido   | 29 de diciembre de 2023       |
| 7   | «La última virgen de occidente»       | David Barrocal                | Álex Pina, Esther Martínez Lobato, David Oliva, Lorena G. Maldonado y Luis Garrido   | 29 de diciembre de 2023       |
| 8   | «Un elefante en peligro de extinción» | Albert Pintó y David Barrocal | Álex Pina, Esther Martínez Lobato, David Oliva, Lorena G. Maldonado y Luis Garrido   | 29 de diciembre de 2023       |